# Francisco I. Madero (San Fernando)
Francisco I. Madero es una localidad del estado mexicano de Chiapas. Es parte del municipio de San Fernando.

## Toponimia
El nombre de la localidad rinde homenaje a Francisco I. Madero, presidente de México de 1911 hasta su asesinato en 1913.

## Demografía
| Gráfica de evolución demográfica |
|                                  |

| Censo | Población |
| ----- | --------- |
| 1930  | 329       |
| 1940  | 201       |
| 1950  | 269       |
| 1960  | 471       |
| 1970  | 661       |
| 1980  | 883       |
| 1990  | 1 264     |
| 2000  | 1 405     |
| 2010  | 1 993     |
| 2020  | 2 432     |